# Edmond Maillet

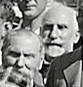
Maillet (r) mit Smith in Zürich 1932

Edmond Théodore Maillet (* 15. Dezember 1865 in Meaux; † 11. September 1938 in Genf)  war ein französischer Mathematiker, der sich mit Zahlentheorie und Mechanik befasste.
Maillet wurde 1892 an der Sorbonne über Gruppentheorie promoviert (Recherches sur les substitutions, et en particulier sur les groupes transitifs). Aufgrund dieser Arbeit sind Maillet Gruppen (spezielle Permutationsgruppen) benannt. 1911 bis 1928 war er Professor für Analysis und Mechanik an der École nationale des ponts et chaussées.

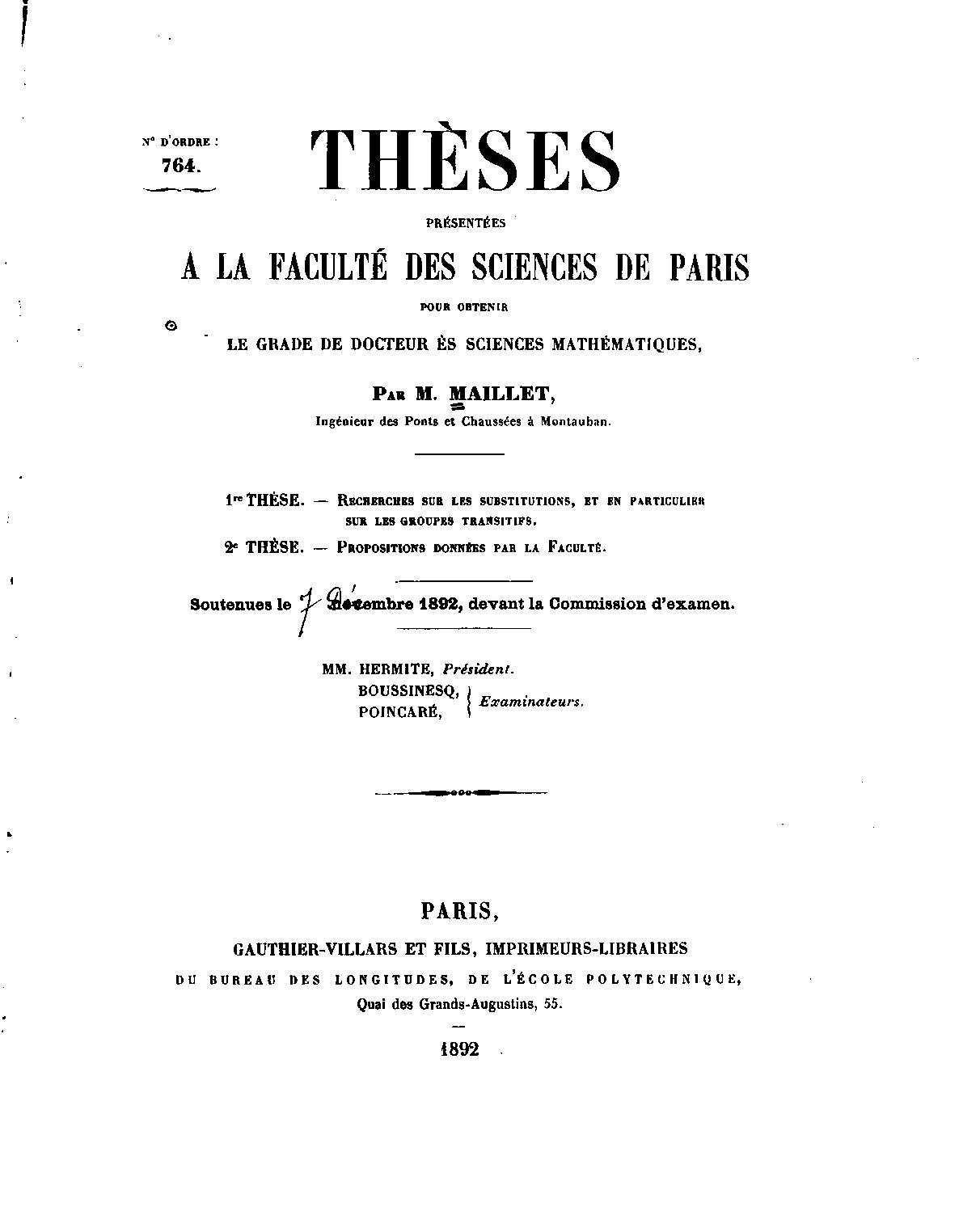

Im 19. Jahrhundert war er in Frankreich einer der Wenigen, die sich mit algebraischer Zahlentheorie befassten (der einzige französische Mathematiker im 19. Jahrhundert, der neben Henri Poincaré die Ideale von Ernst Eduard Kummer erwähnt)
Er befasste sich auch mit Hydrologie insbesondere von Seine und Rhein.
Er war Mitarbeiter der französischen Ausgabe der Enzyklopädie der mathematischen Wissenschaften im Bereich Zahlentheorie. 
1918 war er Präsident der französischen mathematischen Gesellschaft. Er erhielt 1912 den Prix Poncelet der Academie des Sciences und 1892 deren Grand Prix des Sciences Mathématique.

## Schriften
- Introduction à la théorie des nombres transcendants et des propriétés arithmétiques des fonctions. Gauthier Villars, Paris 1906.
- Mécanique et physique du globe, essais d'hydraulique souterraine et fluviale. A. Hermann, Paris 1905.
- Cours de mécanique professé à l'École des ponts-et-chaussées. Premier livre, mécanique pure. Deuxième livre, mécanique appliquée. Hermann, Paris 1916.